# Ivan Hribar

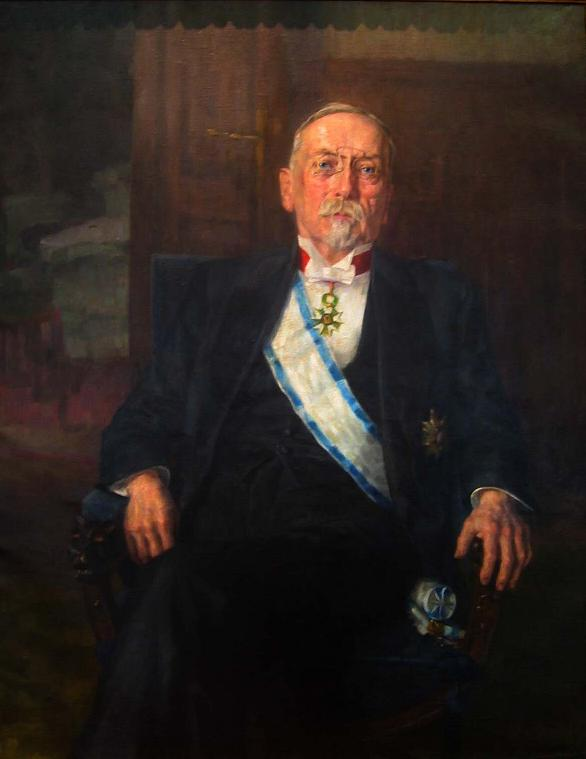
Porträt von Ivan Hribar von Ivana Kobilca

Ivan Hribar (* 19. September 1851 in Trzin; † 18. April 1941 in Ljubljana (Laibach)) war ein slowenischer und jugoslawischer Bankier, Politiker, Diplomat und Publizist. An der Wende des 20. Jahrhunderts war er einer der Führer der Nationalen Progressiven Partei und einer der wichtigsten Figuren des slowenischen liberalen Nationalismus. Zwischen 1896 und 1910 war er Bürgermeister von Ljubljana (seit 1991 Hauptstadt von Slowenien) und hat erheblich zum Wiederaufbau und zur Modernisierung der Stadt nach dem Erdbeben von 1895 beigetragen.
Von 1907 bis 1911 war er Reichsratsabgeordneter im Wiener Parlament. Seit 1906 unterstützte er die neoslawische Bewegung. 
Aufgrund seiner patriotischen Gesinnung konnte er die italienische Besetzung von Ljubljana im Zweiten Weltkrieg im Frühjahr 1941 nicht ertragen und beging demonstrativ Selbstmord: er sprang in den Fluss und kam darin um.
An der entsprechenden Stelle am Ufer ließ die Stadtverwaltung ein Denkmal aufstellen.